# Suma (kommun)
Suma är en kommun i Mexiko.   Den ligger i delstaten Yucatán, i den östra delen av landet, 1 100 km öster om huvudstaden Mexico City. Antalet invånare är 1 864. Arean är 40 kvadratkilometer.
Terrängen i Suma är mycket platt.
Följande samhällen finns i Suma:
- San Antonio Xiat